# Ursus ingressus
L'orso delle caverne di Gamssulzen (Ursus ingressus) era una specie di orso vissuta in Europa centrale durante il tardo Pleistocene. Prende il nome dalla grotta di Gamssulzen in Austria, dove è stato trovato l'olotipo di questa specie.

## Descrizione
Le dimensioni di quest'orso erano molto grandi, con arti massicci e voluminosi, era più grande dell'orso speleo, e secondo le stime un esemplare maschio pesava in media dai 350 ai 600 kg.

## Comportamento
Alcuni studi hanno evidenziato come l'orso delle caverne di Gamssulzen fosse erbivoro, altri hanno invece proposto che fosse un onnivoro, assimilando proteine sia da animali terrestri sia da acquatici, notando come le abitudini alimentari degli orsi delle caverne possano variare notevolmente a seconda dell'ambiente in cui essi vivono.
Il rinvenimento, nella grotta di Zoolithen in Germania, di teschi con danni da morso suggeriscono che l'orso sia entrato in conflitto con altri grandi carnivori del tardo pleistocene come il leone o la iena delle caverne.

## Distribuzione e habitat
È possibile che l'orso delle caverne di Gamssulzen dominasse l'orso speleo nell'Europa centrale e orientale, mentre nell'Europa occidentale fu superato numericamente proprio da questa specie. Circa 50000 anni fa, l'orso delle caverne di Gamssulzen migrò sulle Alpi sostituendosi all'Ursus spelaeus eremus e all'Ursus spelaeus ladinicus. È stato rinvenuto ad oriente fino agli Urali in Russia e ad occidente fino alle Alpi sveve in Germania. Ha vissuto per lo più in regioni di media e alta quota e probabilmente si è adattato ad ambienti continentali con clima freddo e arido.
Sia quest'orso, sia l'orso speleo si sono evoluti dall'orso di Deninger; alcuni studi si interrogano se siano specie separate, o siano da considerarsi invece come sottospecie di una singola specie.
L'orso delle caverne di Gamssulzen è sopravvissuto all'orso speleo per circa 1000-2000 anni, sostituendosi localmente a questa specie ed estinguendosi circa 30000 anni fa, appena prima dell'ultimo massimo glaciale. Le ragioni dell'estinzione non sono chiare; è stato ipotizzato che possa essere dipeso dal cambiamento climatico o dalla caccia umana.